# Медвед (ТВ серија)
Медвед је америчка комично-драмска серија коју је направиo Кристофер Сторер . Премијерa је приказанa на платформи Хулуу 23. јуна 2022., главни глумац је  Џереми Ален Вајт у улози младог, награђиваног кувара.  Он се враћа у свој родни град Чикаго како би управљао хаотичном кухињом у продавници сендвича свог скоро преминулог старијег брата. У споредним улогама су Ебон Мос-Бакрах, Ајо Едебири, Лајонел Бојс, Лиза Колон-Зајас, Еби Елиот и Мети Метисон .  У јулу 2022. серија је одобрена за другу сезону,  која је објављена 22. јуна 2023. и садржи се од 10 епизода. 
Унутрашњост сендвичаре је имитација праве продавнице у Чикагу Мр. Бееф у Орлеансу, у Ривер Норту . Креатор серије био је честа мустерија и пријатељ са сином власника. 
Серија је добила широко признање критичара (нарочито због режије и наступа глумаца) као и бројне награде. Прва сезона је произвела 13 номинација за Еми, укључујући најбољу хумористичку серију и номинације за глуму за Вајта, Мос-Бакраха, Едебирија, Џона Бернтала и Оливера Плата . 

## Синопсис
Млади кувар, Кармен „Карми“ Берзато, оставља иза себе свој свет врхунске гастринимије и ресторана са Мишелиновом звездом и враћа се кући у Чикаго да води породичну продавницу италијанских сендвича са говедином, након самоубиства свог старијег брата. Не само да мора да се сзочи са сопственим болом и породичним траумама, већ је остављен да се носи са братовим неплаћеним дуговима , отрцаном кухињом и непослушним радницима.

## Екипа

### Главни
- Џереми Ален Вајт као Кармен „Карми“ Берзато, награђивани шеф кухиње из Њујорка , који се враћа у свој родни град Чикаго да води неуспешан ресторан свог покојног брата Мајкла.
- Ебон Мос-Бакрах као Ричард „Ричи“ Јеримовић, менаџер ресторана у пракси и Мајклов најбољи пријатељ.
- Ајо Едебири као Сидни Адаму, талентована, али неискусна куварица који се придружује ресторану као нови асистентни кувар радећи под Кармијем.
- Лајонел Бојс као Маркус Брукс, пекаr хлеба из ресторана који постаје посластичар, охрабрен и инспирисан Кармијевим менторством.
- Лиза Колон-Зајас као Тина Мареро, саркастична и тврдоглава ветеранка међу помоћним куварима.
- Еби Елиот као Натали „Шећер“ Роуз Берзато, Кармијева и Мајклова сестра и сувласница Ресторана која је пуна оклевања.
- Мети Матесон као Нил Фак (сезона 2, понављајућа улога у сеѕони 1), пријатељ Берзатових још од детињства, и повремено мајстор у ресторану.

### Понављајуће улоге
- Едвин Ли Гибсон као Ебрахајм, ветерански кувар у Ресторану који је јако близак са Тином.
- Цореи Хендрик као Гери "Свипс" Вудс, помагач у Ресторану .
  - Оливер Плат као Џими „Цицерон“ Калиновски, најбољи пријатељ покојног оца Берзато породице, кога сви из брижности зову „Ујак“, такође и велики инвеститор у ресторан.
- Џон Бернтал као Мајкл "Мајки" Берзато, Кармијев и Шећеров покојни брат, који  је имао проблеме са зависношћу од дроге пре него што је починио самоубиство четири месеца пре дешавања у серији.
- Хозе Сервантес као Анђео, перач судова у Ресторану.
- Ричард Естерас као Мени, перач судова у Ресторану.
- Крис Витаске као Пит, Наталиин поштен и наиван муж кога већи део породице не воли.
- Кармен Кристофер као Честер, Маркусов цимер и близак приајтељ који често посећује ресторан.
- Џоел Мекхејл као Кармијев бивши извршни кувар у Њујорку, који га је вербално злостабљао и подцењивао.
- Џејми Ли Кертис као Дона Берзато (2. сезона), намучена и проблемтична мајка Берзато браће и сестара.
- Гиллиан Јацобс као Тиффани Јеримовић (сезона 2; Гилијан Џејкобз, сезона 1 [а] ), Рицхиејева бивша жена са којом има ћерку, Еву
- Роберт Таунсенд као Емануел Адаму (сезона 2), отац од Сидни, пун љубави и подршке упркос томе што има проблема да прихвати избор своје ћерке да следи веома ризичну кулинарску каријеру.
- Моли Гордон као Клер (2. сезона), пријатељица Берзатових из детињства, у коју је Карми био заљубљен као тинејџер.
- Рики Стафиери као Теодор Фак (2. сезона), Нилов брат
- Алекс Мофат као Џош (сезона 2), помоћни кувар којег је унајмио Медвед
- Митра Јоухари као Кели (сезона 2), Клерина пријатељица
- Маура Кидвел као Керол (сезона 2), Цицеронова партнерка

### Гостујући Глумци
- Ејми Мортон као Ненси Чор, пажљива и детаљна инспекторка за здравствене услове (сезона 1, "Руке")
- Молли Рингвалд као модератор Ал-Анон састанака којима Карми присуствује. (сезона 1, "Бригада")
- Вил Поултер као Лука, шеф посластичар из Копенхагена који обучава Маркуса (2. сезона, „Диња“) [7]
- Боб Оденкирк као "ујак" Ли Лејн, Донин лукави повремени-дечко и пословни партнер Цицера. (сезона 2, "Рибе") [8]
- Сара Полсон као Мишел Берзато, рођака Мајкла, Карми и Натали. (сезона 2, "Рибе")
- Џон Мулејни као Стиви, Мишелин дечко (2. сезона, "Рибе")
- Оливија Колман као шефица Тери, извршна куварица у Еверу, елитном ресторану где Ричи стажира . (сезона 2, "Виљушке")
- Сара Рамос као Џесика, маитре д ат Евер (сезона 2, "Виљушке")
- Ендру Лопез као Герет, конобар и Ричијев ментор у Еверу. (сезона 2, "Виљушке")
- Рене Губе као генерални директор Евера (сезона 2, "Виљушке")
- Адам Шапиро као шеф кухиње Евера (сезона 2, "Виљушке")

## Епизоде
| Сезоне | Епизоде | Датум емитивања |
| ------ | ------- | --------------- |
| 1      | 8       | Јун 23, 2022    |
| 2      | 10      | Јун 22, 2023    |

|  |  |  |  |
|  |  |  |  |
|  |  |  |  |

1. ↑  Grobar, Matt (31. 5. 2022). „The Bear Trailer: Jeremy Allen White's Chef Takes Over Family Sandwich Shop In FX Comedy”. Deadline Hollywood (на језику: енглески). Архивирано из оригинала 8. 10. 2022. г. Приступљено 24. 6. 2022.
2. ↑  Nemetz, Dave (14. 7. 2022). „The Bear Renewed for Season 2”. TVLine (на језику: енглески). Архивирано из оригинала 14. 7. 2022. г. Приступљено 14. 7. 2022.
3. ↑  Shanfeld, Ethan (8. 5. 2023). „'The Bear' Announces Season 2 Premiere Date”. Variety. Архивирано из оригинала 18. 5. 2023. г. Приступљено 9. 5. 2023.
4. ↑  Simon, Scott (23. 7. 2022). „The Bear puts a spotlight on Chicago's Italian beef”. NPR. Архивирано из оригинала 14. 11. 2022. г. Приступљено 13. 1. 2023.
5. ↑  Moreau, Jordan; Schneider, Michael (12. 7. 2023). „Emmys 2023: The Complete Nominations List”. Variety. Приступљено 12. 7. 2023.
6. ↑  Chaney, Jen (7. 7. 2023). „Pretty Much Everyone Was Dying to Guest-Star on The Bear”. Vulture. Приступљено 10. 7. 2023.
7. ↑  Herman, Alison (19. 6. 2023). „'The Bear' Season 2 Keeps Up the Heat and Wisely Gets Out of the Kitchen: TV Review”. Variety. Архивирано из оригинала 19. 6. 2023. г. Приступљено 20. 6. 2023.
8. ↑  Shanfeld, Ethan (26. 4. 2023). „Bob Odenkirk Joins The Bear Season 2 (EXCLUSIVE)”. Variety (на језику: енглески). Архивирано из оригинала 30. 5. 2023. г. Приступљено 27. 4. 2023.

## Издање
Медвед је премијерно приказан на платформи Хулу у Сједињеним Америчким Државама 23. јуна 2022.  Доступан је за међународно гледање у Стар хуб-у и на Диснеи+ .  Друга сезона која се садржи од 10 епизода је објављена 22. јуна 2023. 

## Музика
Медвед има музичку траку која се садржи од алтернативног и класичног рока из 1980-их, 1990-их и 2000-их, која је лично одабрана од стране креатора серије Кристофер Столера и такође извршног продуцента Џош Сениора. Неке од песама које су приказане у серији укључују Вилцо из Чикага са "Спидерс (Кидсмоке)", "Импоссибле Германи", "Виа Цхицаго" и "Хандсхаке Другс", Радиохеадов " Лет Довн ", Ван Морисонов " Саинт Доминиц'с Превиев “, Пеарл Јам „ Анимал “ и „ Цоме Бацк “, Суфјан Стевенс „ Цхицаго “, Јохн Маиер „ Ласт Траин Хоме “, Рефусед „Нев Ноисе“, Тхе Бреедерс „ Саинтс “, Замене ' " Копиле младих ", бројање врана ' " Да ли сте ме видели у последње време?" , " Ин Тоо Дееп " Генесиса, " Цхецк Ит Оут " Џона Меленкампа и " Ох Ми Хеарт " РЕМ -а и " Странге Цурренциес ". 

## Пријем

### Гледаност публике

#### Сезона 1
Према подацима са стриминг агрегатора Реелгоод, Медвед је забележио сјајан успех на свим платформама, био је  други најгледанији програм током недеље од 13. јула 2022.  затим најгледанији програм током недеље од 22. јула 2022.   и на крају седми најгледанији програм током недеље 27. јула 2022.  Према информацијама са стриминг агрегатора ЈустВатцх, Медвед је био други најгледанији телевизијски програм на свим платформама у Сједињеним Америчким Државама током недеље која се завршава 3. јула 2022.  други током недеље која се завршава 17. јула 2022.  Према ФКС-у, прва сезона је била најгледанија комедична серија у историји мреже.   

#### Сезона 2
Према стриминг агрегатору Реелгоод, Медвед је заузео  друго место по гледаности на свим платформама у Сједињеним Америчким Државама током недеље од 22. јуна 2023.    да би достигао врхунац популарности као најгледанији програм током недеље од 29. јуна, 2023.  Према податцима са ЈустВатцх-а, Медвед је био најгледанија телевизијска емисија на свим платформама у Сједињеним Америчким Државама током недеље која се завршава 25. јуна 2023.  Према извештају ФКС-у, друга сезона је остварила највећу гледаност премијере сезоне у историји мреже.  